# Letzter Gipfel
Letzter Gipfel – Der zweite Altaussee Krimi ist ein österreichischer Fernsehfilm aus der Reihe Der Altaussee-Krimi aus dem Jahr 2021 von Julian Pölsler mit Cornelius Obonya, Barbara Kaudelka und Gerhard Ernst. Das Drehbuch des Kriminalfilms basiert auf dem gleichnamigen Altaussee-Krimi von Herbert Dutzler. Nach Letzter Kirtag (2020) handelt es sich um den zweiten Film der Altaussee-Krimireihe. Die Erstausstrahlung auf ServusTV erfolgte am 30. Oktober 2021.

## Handlung
In ihrem zweiten Fall erhalten Dorfpolizist Franz Gasperlmaier und sein gemütlicher Vorgesetzter, Postenkommandant Friedrich Kahlß, von Doktorin Beate Weiss vom Bezirkspolizeikommando Liezen Unterstützung bei den Ermittlungen.
Ein anonymer Anruf führt Gasperlmaier und Kahlß auf den Loser, wo zwei weibliche vermeintliche Absturzopfer geborgen werden. Die Fundstelle der beiden Opfer ist zwar die gleiche, allerdings dürften die Todeszeitpunkte zumindest ein Jahr auseinander liegen. Gasperlmaier kämpft nicht nur mit der Höhe, sondern aufgrund des unschöne Anblicks auch mit seinem Magen. Das hinsichtlich Todeszeitpunkt jüngere der beiden Opfer wurde erwürgt, bevor sie den Berg hinuntergestoßen wurde. Sie wird als Lehrerin Simone Eisel identifiziert, die sich in einem Sabbatical befand. Ihr Mann, Magister Hubert Eisel, unterrichtet im Gymnasium in Bad Ischl. Laut diesem sollte Simone allerdings mit ihrer Freundin Susi Schneider in der Therme in Bad Schallerbach gewesen sein. Hubert selbst war wegen Tinnitus im Krankenstand.
Die Direktorin der Tourismusschule Bad Ischl berichtet den Ermittlern über Gerüchte, wonach Simone Eisel zahlreiche Affären, unter anderem auch mit ihrem Kollegen Fritz Wallner gehabt haben soll. Wallner arbeitet jetzt in Bad Aussee. Bei einem anderen soll es sich um einen angesehenen Herrn der Bad Ischler Bürgerschaft gehandelt haben. Susi Schneider gibt an, bei der Tourismustagung in Bad Schallerbach gewesen zu sein und, weil es ihr nicht besonders gut ging, frühzeitig nach Hause gefahren zu sein. Danach hat sie sich krankgemeldet. Nachdem Beate Weiss und Hubert Eisel in der Nähe von Helis Loser-Hütte einen Verkehrsunfall verursachen, werden Weiss, Gasperlmaier und Eisel im Krankenhaus behandelt. Dort beschuldigt Weiss Hubert Eisel seine Frau aus Eifersucht wegen ihrer zahlreichen Affären umgebracht zu haben, auf den Loser war er nochmals zurückgekehrt um Spuren zu verwischen. Eisel dagegen gibt an, dass er sich von seiner Frau am Loser verabschieden wollte.
Fritz Wallner gibt an, die Affäre mit Simone Eisel letzten Sommer beendet zu haben und sie seitdem nicht mehr gesehen zu haben. Zum Tatzeitpunkt war er in der Schule. Nachdem ein goldener VW-Käfer am Polizeiauto vorbeifährt, fällt Gasperlmaier fällt ein, dass er in der Nähe von Helis Loserhütte und auch bei Tourismusschule ein solches Fahrzeug gesehen hat. Gasperlmaier nimmt die Verfolgung auf. Den Fahrer, Mag. Loisenhammer, ein Lehrerkollege von Simone Eisel an der Tourismusschule Bad Ischl, treffen Gasperlmaier und Weiss schließlich in der Konditorei Zauner. Loisenhammer gibt zu, dass er zum Tatzeitpunkt auf dem Loser war. Er war Simone auf den Loser gefolgt, hat ihre Spur jedoch verloren.
Das zweite, hinsichtlich Todeszeitpunkt frühere Opfer wird anhand des Zahnbildes und Abgleich mit den Vermisstenfällen als Marie Dorfer aus Mondsee identifiziert. Sie hatte in der Vinothek des Weissen Rössl in St. Wolfgang im Salzkammergut als Verkäuferin gearbeitet. Auf einem Foto einer Veranstaltung der Vinothek ist Marie Dorfer mit Fritz Wallner und Direktor Köberl vom Gymnasium Bad Ischl zu sehen. Köberl soll laut der Journalistin Maggy Schablinger von Salzkammergut News einer der Liebhaber von Simone Eisel gewesen sein. Von seiner Tochter Katharina erfährt Gasperlmaier zufällig, dass ihr Lehrer Fritz Wallner ihrer Klasse am Todestag von Simone Eisel früher frei gegeben hatte.
Nach dem Fotos der Vinothek war auch Susi Schneider in der Runde um Marie Dorfer, Fritz Wallner und Direktor Köberl. Von der Kripo Oberösterreich erhält Friedrich Kahlß einen Anruf, wonach Direktor Köberl erschossen wurde und die Fahndung nach dem mutmaßlichen Täter Magister Hubert Eisel läuft. Hubert Eisel wird bald darauf von Bohuslav am Loser gemeinsam mit einem Abschiedsbrief tot aufgefunden. Von dort beobachtet Gasperlmaier, wie Fritz Wallner mit Susi Schneider auf den Loser fährt. Fritz Wallner wird von Beater Weiss wegen Mordes an Simone Eisel und Marie Dorfer festgenommen, Wallner beteuert allerdings seine Unschuld. Auf dem Weg ins Tal wird Gasperlmaier von Susi Schneider von hinten mit einem Stein niedergeschlagen, Gasperlmaier stürzt den Hang hinunter. Schneider und Wallner gelingt zunächst die Flucht, nachdem Weiss sich um den bewusstlosen Gasperlmaier kümmert. Allerdings werden die beiden von Friedrich Kahlß gestellt und festgenommen, der deren Auto bei Helis Loser-Hütte beobachtet hatte.
Wallner gibt an, am Todestag von Simone Eisel die Kinder früher nach Hause geschickt zu haben, weil die Computer kaputt waren. Er selbst war allerdings in der Schule gemeinsam mit dem IT-Spezialisten geblieben. Susi Schneider gesteht schließlich, die beiden Frauen aus Eifersucht getötet zu haben, weil sie ihre Beziehung zu Fritz Wallner bedroht sah. Wallner gibt zu, den anonymen Anruf nach dem Absturz von Simone Eisel getätigt zu haben. Susi Schneider wollte den Absturz wie einen Unfall aussehen lassen und hatte Wallner erpresst, weil er eine 15-jährige Schülerin verführt hatte und Susi eindeutige Fotos gefunden hatte.

## Produktion und Hintergrund
Die Dreharbeiten fanden von 16. September bis zum 15. Oktober 2020 statt, gedreht wurde in der Steiermark. Drehorte waren Altaussee und das Salzkammergut, in Bad Ischl wurde in der Nestroyschule gedreht.
Produziert wurde der Film von der Film AG Produktions GmbH, der früheren Novotny & Novotny Filmproduktion GmbH (Produzent Alexander Glehr) und der Juwel Film Production in Kooperation mit dem Red Bull Media House. Unterstützt wurde die Produktion vom Fernsehfonds Austria, von Cinestyria, vom Land Salzburg und vom Land Oberösterreich, dem Tourismusverband Ausseerland-Salzkammergut, den Loser Bergbahnen, der Wolfgangsee und Bad Ischl Tourismus Gesellschaft sowie dem Comeback Zuschuss für Film- und TV-Dreharbeiten für COVID-19-bedingt unterbrochene oder verschobene Dreharbeiten.
Die Kamera führte Carsten Thiele, für die Ausstattung zeichnete Florian Hödl verantwortlich, für das Kostümbild Ingrid Leibezeder, für die Maske Tünde Kiss-Benke, für Ton und Tongestaltung Odo Grötschnig und Andreas Biegler und für das Casting Angelika Kropej.
Im September 2021 starteten die Dreharbeiten zur Verfilmung des dritten Romanes Letzte Bootsfahrt aus der Reihe der Altaussee-Krimis von Herbert Dutzler. Während die Rolle des Dorfpolizisten Franz Gasperlmaier in den ersten beiden Filmen Letzter Kirtag und Letzter Gipfel von Cornelius Obonya verkörpert wurde, übernahm diese Rolle im dritten Film Johannes Silberschneider.